# Torgun
Il Torgun (in russo Торгун?) è un fiume della Russia europea centrale, affluente di sinistra del Volga. Scorre nell'oblast' di Volgograd, nei rajon Staropoltavskij, Pallasovskij e Nikolaevskij; nella parte superiore corre lungo il confine tra Russia e Kazakistan.

## Descrizione
Il fiume ha origine nella zona di confine con il Kazakistan e scorre attraverso la steppa in direzione sud-occidentale, attraversa il villaggio di Savinka e gira a ovest prima della città di Pallasovka, poi si dirige verso nord-ovest sino a sfociare nella baia dell'Eruslan del bacino di Volgograd. Prima della creazione del bacino idrico era un affluente dell'Eruslan. Il fiume ha una lunghezza di 145 km, l'area del suo bacino è di 3 550 km².
A circa 12 km dalla foce del fiume ha origine il canale Pallasovskij, un sistema di irrigazione che si dirige a sud-est fino a nord del villaggio di Ėl'ton e verso est sino a sud di Pallasovka.